# Pallavolo Padova 2018-2019
Questa voce raccoglie le informazioni riguardanti la Pallavolo Padova nelle competizioni ufficiali della stagione 2018-2019.

## Organigramma societario
Area direttiva
- Presidente: Fabio Cremonese
- Vicepresidente: Igino Negro
- Segreteria generale: Stefania Bottaro
- Segreteria: Samuela Schiavon
- Amministrazione: Marzia Paladin

Area organizzativa
- Team manager: Sandro Camporese
- General manager: Stefano Santuz
- Addetto agli arbitri: Mario Rengruber
- Responsabile palasport: Stefano Santuz
- Dirigente: Riccardo Berto
- Logistica palasport: Alessandro La Torre

Area tecnica
- Allenatore: Valerio Baldovin
- Allenatore in seconda: Jacopo Cuttini
- Scout man: Alberto Salmaso
- Responsabile tecnico settore giovanile: Valerio Baldovin
- Coordinatore settore giovanile: Monica Mezzalira

Area comunicazione
- Ufficio stampa: Alberto Sanavia
- Social media manager: Lucrezia Maso
- Speaker: Gianluca Garghella, Nico Pegoraro
- Fotografo: Alessandra Lazzarotto

Area marketing
- Ufficio marketing: Marco Gianesello

Area sanitaria
- Staff medico: Paola Pavan, Davide Tietto
- Fisioterapista: Davide Giulian, Daniele Salvagnini
- Preparatore atletico: Davide Grigoletto
- Assistente preparatore atletico: Fabio Sarto
- Osteopata: Mirko Pianta

## Rosa
| N° | Nome                 | Ruolo | Data di nascita   | Nazionalità sportiva |
| -- | -------------------- | ----- | ----------------- | -------------------- |
| 1  | Alberto Polo         | C     | 7 settembre 1995  | Italia               |
| 2  | Nicolò Bassanello    | L     | 3 luglio 1996     | Italia               |
| 4  | Yacine Louati        | S     | 4 marzo 1992      | Francia              |
| 7  | Francesco Cottarelli | P     | 16 ottobre 1996   | Italia               |
| 8  | Lazar Ćirović        | S     | 26 febbraio 1992  | Serbia               |
| 9  | Matteo Sperandio     | C     | 4 marzo 1992      | Italia               |
| 10 | Marco Volpato        | C     | 5 maggio 1990     | Italia               |
| 11 | Maurice Torres       | O     | 6 luglio 1991     | Porto Rico           |
| 12 | Petar Premović       | O     | 12 settembre 1994 | Serbia               |
| 13 | Dragan Travica       | P     | 28 agosto 1986    | Italia               |
| 14 | Ryley Barnes         | S     | 11 ottobre 1993   | Canada               |
| 17 | Enrico Lazzaretto    | S     | 11 marzo 1995     | Italia               |
| 18 | Luigi Randazzo       | S     | 30 aprile 1994    | Italia               |
| 19 | Santiago Danani      | L     | 12 dicembre 1995  | Argentina            |